# Otto Fahr
Otto Fahr, född 19 augusti 1892 i Bad Cannstatt, död 28 februari 1969 i Bad Cannstatt, var en tysk simmare.
Fahr blev olympisk silvermedaljör på 100 meter ryggsim vid sommarspelen 1912 i Stockholm.